# Obrium akikoae
Obrium akikoae es una especie de escarabajo longicornio del género Obrium, categorizada en la tribu Obriini, de la subfamilia Cerambycinae. Fue descrita por Niisato en 1998.

## Descripción
Mide 6,8 mm de longitud.

## Distribución
Se distribuye por Vietnam.